# Acalypha marissima
Acalypha marissima é uma espécie de flor do gênero Acalypha, pertencente à família Euphorbiaceae.